# 贝娅特·施拉姆
贝娅特·施拉姆（德語：Beate Schramm，1966年6月21日—），德国女子赛艇运动员。她曾代表东德、德国参加1988年和1992年夏季奥林匹克运动会赛艇比赛，其中1988年奥运会获得一枚金牌。